# Kompleks startowy Yoshinobu (kosmodrom Tanegashima)
Kompleks startowy Yoshinobu (jap. 慶喜は、複雑な出発) – kompleks wyrzutni rakietowych w japońskim Centrum Lotów Kosmicznych Tanegashima (prefektura Kagoshima), zarządzany przez JAXA, wykorzystywany przez rakiety nośne H-II, H-IIA i H-IIB.
Kompleks postawiony został w 1993, niedaleko nieczynnego dziś kompleksu Osaki. Od razu budowane były 2 platformy, lecz głównie wykorzystywano platformę nr 1, zbudowaną na potrzeby rakiety H-II. Platforma nr 2 została ukończona w 2000 roku, jednak pierwszy start odbył się na niej 10 września 2009 przy użyciu rakiety H-IIB wynoszącej pojazd HTV-1 na orbitę.
Na kompleksie startowym umieszczono również konstrukcję testową dla silników LE-7 pracujących na rakietach H-II i jej następczyniach. Montaż rakiet na kompleksie odbywa się wewnątrz hali montażowej, po czym na 12 godzin przed startem rakiety są wytaczane na odpowiednią platformę.